# Erupcja Mount St. Helens (1980)
Erupcja Mount St. Helens w 1980 roku – największa w historii erupcja wulkaniczna na terenie Stanów Zjednoczonych. Skutki erupcji Mount St. Helens były widoczne w 48 kontynentalnych stanach (z wyłączeniem Alaski). W skali erupcji wulkanicznej równej 5 i zawierającej 2,3 km³ wyrzuconego materiału, wybuch Mount St. Helens przekroczył w swojej destrukcyjnej mocy i w objętości wyrzuconego materiału erupcję szczytu Lassen w Kalifornii z 1915 roku.
Przez dwa miesiące erupcję wulkanu poprzedzała seria trzęsień ziemi i towarzyszące jej wydobycie pary wodnej wynikające z nacieku magmy tuż pod powierzchnią góry. Magma spowodowała sieć pęknięć i deformacji na północnej stronie wulkanu. 18 maja 1980 roku o godzinie 8:32 trzęsienie ziemi wywołało poważne obsunięcie terenu na północnej stronie góry, tym samym odsłaniając na wpół stopniałą skałę przepełnioną gazami i parą wodną pod niskim ciśnieniem. W przeciągu kilkunastu sekund, magma eksplodowała pod postacią bardzo gorącego materiału wulkanicznego.
Wulkaniczna chmura skierowała się w stronę jeziora Spirit wyprzedzając obsuwisko ziemi na północnej stronie wulkanu. Kolumna popiołu wzniosła się do atmosfery i następnie opadła na obszar jedenastu amerykańskich stanów. W tym samym czasie, śnieg i lód z kilku lodowców znajdujących się na szczycie góry zaczął się topić powodując rozległe masy błota (lahar – spływ popiołowy), które osiągnęły koryto rzeki Columbia. Kolejne wybuchy wulkaniczne nastąpiły kolejnego dnia. Moc erupcji była już mniej destrukcyjna, podobna do tej jakie miały wybuchy w przeciągu całego roku 1980.
Podczas katastrofy straciło życie 57 osób w tym geolog David A. Johnston. Zginęły także tysiące zwierząt. Prawie trzy miliardy metrów sześciennych skał (równoważne objętości sześcianu o krawędzi 1400 m) stoczyło się wraz z lawiną w dół północnego zbocza wypełniając znaczną część rzeki Toutle. 380 km² powierzchni lasów zostało zniszczonych, a ich miejsce zastąpiły szaro-jałowe wzgórza. Szkody oszacowano na ponad miliard dolarów. Wybuch wulkanu spowodował, że zbocze Mount St. Helens na zawsze pozostało uszkodzone. Obszar ten został objęty państwową ochroną w ramach Narodowego Pomnika Przyrody Mount St. Helens (Mount St. Helens National Volcanic Monument).

## Przed erupcją
16 marca 1980 roku magma wewnątrz wulkanu zaczęła się poruszać powodując małe trzęsienia ziemi. 20 marca o godzinie 3:47 (czasu lokalnego) płytkie trzęsienie ziemi o sile 4,2 stopni w skali Richtera, którego epicentrum znajdowało się pod północną częścią góry, potwierdziło, że wulkan obudził się po 123 latach. Sejsmografy namierzały serię coraz bardziej gwałtownych drgań. Najbardziej intensywna fala trzęsień rozpoczęła się w południe 25 marca. W ciągu kilku kolejnych dni, amplituda wstrząsów kilkakrotnie osiągnęła swój najwyższy punkt. W trakcie dwóch dni odnotowano łącznie 174 wstrząsy o sile 2,6 stopni w skali Richtera. Kolejne trzęsienia były coraz gwałtowniejsze. Wstrząsy o sile 3,2 stopni w skali Richtera powtarzały się regularnie w kwietniu i w maju. Na początku kwietnia i maja odnotowywano codzienne pięć wstrząsów ziemi powyżej 4 stopni, a w dzień poprzedzający wybuch z 18 maja, aż osiem. Obserwacje nie wykazywały bezpośredniego znaku zbliżającej się erupcji, jednak te małe trzęsienia ziemi wywoływały lawiny śniegu i lodu. Obserwacje atmosferyczne były systematycznie rejestrowane.

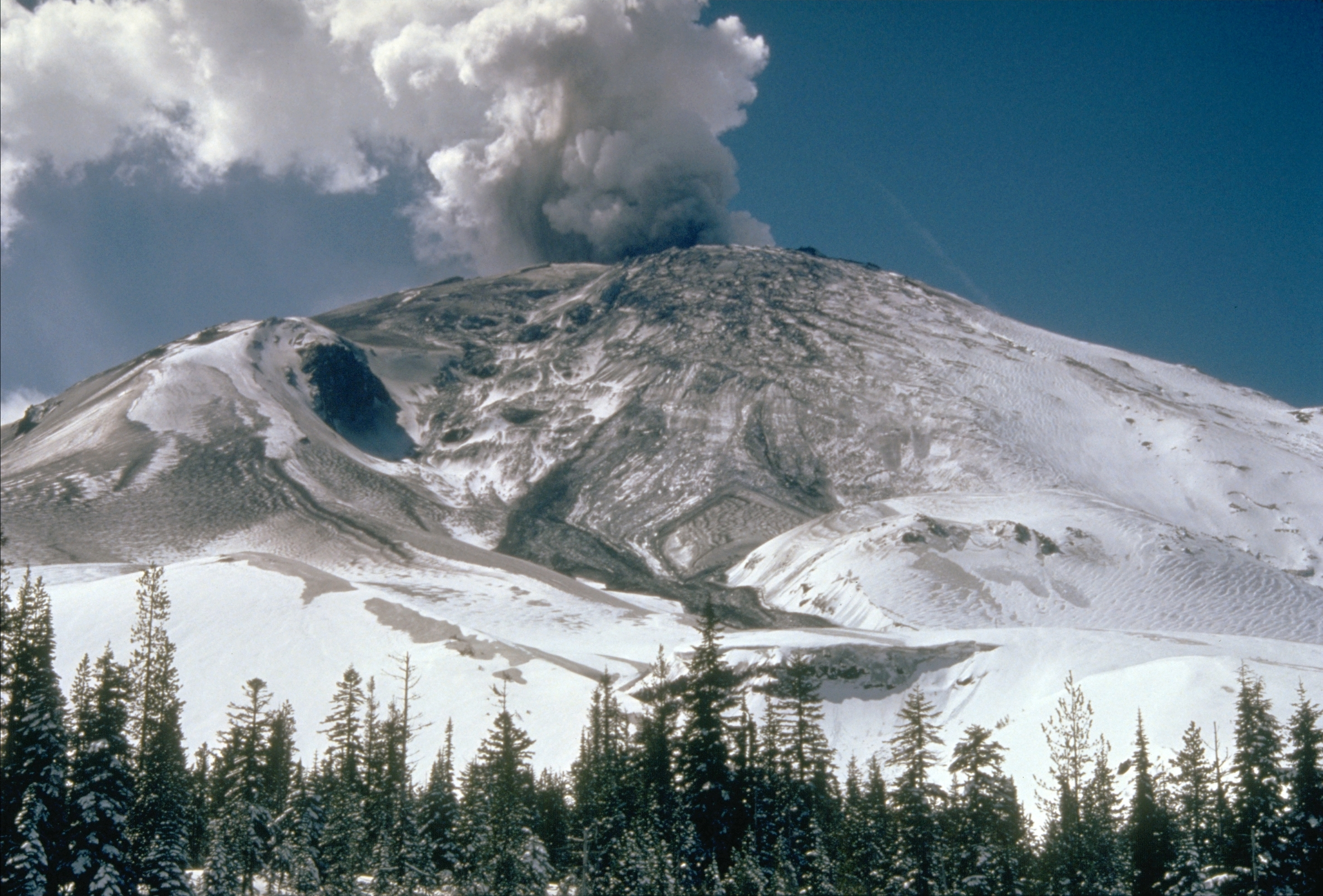
Erupcja z 10 kwietnia – zdjęcie USGS

27 marca jedna lub dwie jednoczesne erupcje freatyczne spowodowały utworzenie się nowego krateru o głębokości 76 metrów i kolumny popiołu wznoszącej się na wysokość 18 tysięcy metrów. Tego samego dnia pęknięcie znajdujące się na wschodniej stronie góry otworzyło się w okolicach szczytu. Po tym zdarzeniu nastąpiła nowa seria trzęsień ziemi i eksplozji pary wodnej, która spowodowała wyrzucenie popiołu na wysokość 3050–3350 m ponad kraterem. Większość pyłu opadła od 5 do 19 kilometrów od miejsca wydobycia, jednak jego obecność zaobserwowano również na południe od Bend w stanie Oregon i na wschód od Spokane w stanie Waszyngton – odpowiednio 240 i 260 km od wulkanu.

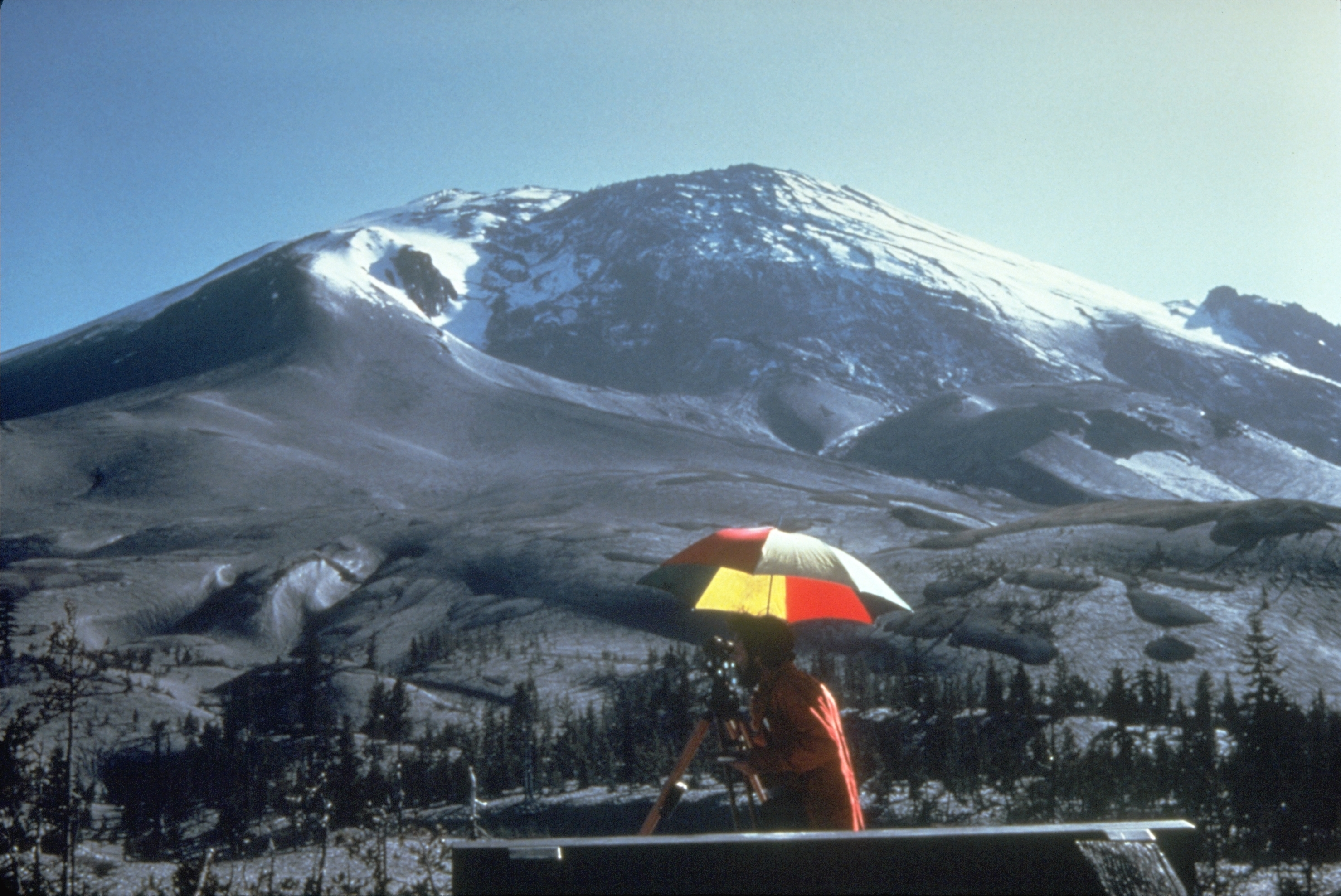
Zdjęcie wykonane 27 kwietnia przedstawiające kopułę wulkaniczną uformowaną pod powierzchnią góry

29 marca odkryto drugi krater. Duży niebieski płomień (prawdopodobnie spowodowany spalaniem się gazu) wydobywał się z dwóch kraterów. Unosząca się chmura pyłu wytwarzała elektryczność statyczną, która schodziła po dwóch stronach góry prowokując błyskawice o długości 3 kilometrów. 30 marca, wokół wulkanu, zaobserwowano pojawienie się bardzo gwałtownych zjawisk atmosferycznych – zarejestrowano ich 93. Natomiast 3 kwietnia wykryto intensywniejsze drgania harmoniczne. Geolodzy zaniepokojeni rezultatami swoich obserwacji starali się wpłynąć na rząd, aby ten ogłosił stan wyjątkowy.
8 kwietnia dwa kratery połączyły się w jeden, który w konsekwencji osiągnął rozmiar 520 na 260 m. Zespół naukowców z Amerykańskiego Biura Badań Geologicznych (USGS) oszacował, że w ostatnim tygodniu kwietnia część północna Mount St. Helens przesunęła się o co najmniej 80 m. Pod koniec kwietnia i na początku maja codziennie wartość ta wzrastała od 1,50 do 1,80 m. W połowie maja przesunięcie wyniosło 120 m na północ. Z biegiem czasu północna część szczytu góry zaczęła się zapadać, a bloki wulkanu utworzyły rów tektoniczny (graben). 30 kwietnia geolodzy zapowiedzieli, że obsunięcie to zaczęło stanowić bezpośrednie zagrożenie oraz że może ono spowodować erupcję wulkanu. Ostatecznie, w połowie maja, deformacja wulkanu zwiększyła się do 125 milionów m³. Powiększenie wulkanu odpowiadało bez wątpienia objętości magmy, która kładła nacisk na powierzchnię góry, powodując zniekształcenie terenu. Magma przenikała przez skorupę ziemską pozostając nadal pod jej powierzchnią tym samym nie będąc bezpośrednio widoczna. W ten sposób utworzyła się kopuła lawowa. Zazwyczaj kopuły wulkaniczne tworzą się na zewnątrz wulkanu, dlatego też ówcześni badacze nie podejrzewali, że uformowanie się kopuły może być przyczyną deformacji.
7 maja miały miejsce kolejne wybuchy wulkaniczne podobne do tych z marca i kwietnia. W ciągu kilku kolejnych dni, deformacja urosła do gigantycznych rozmiarów, jednak zjawisko to pozostało ograniczone do powierzchni znajdującej się pod starym szczytem sprzed 350 lat i nie spowodowało wypływu magmy. Łącznie zarejestrowano około 100 tysięcy trzęsień ziemi przed erupcją z 18 maja. Większość z nich miała swoje epicentrum w obwodzie 2,6 metrów poniżej wypukłości. 16 maja erupcje przestały być widoczne jednak ludność lokalna powoli zaczęła opuszczać tereny, które mogły być zagrożone wybuchem. 17 maja, pod rosnąca presją społeczeństwa, władze lokalne zezwoliły ograniczonej liczbie mieszkańców na penetrację strefy zagrożenia, aby ocalić to, co mogli jeszcze ze sobą zabrać. Kolejną akcję ratunkową zaplanowano następnego dnia na godzinę 10:00. Szacuje się, że w szczytowej fazie erupcji 0,11 km³ dacytu przedostało się do wulkanu. Wzrost magmy spowodował podniesienie się północnej strony góry o 150 m i zwiększenie temperatury systemu hydrogeologicznego, który przyczynił się do wybuchu pary wodnej (erupcja freatyczna).

## Zapadnięcie się północnego zbocza

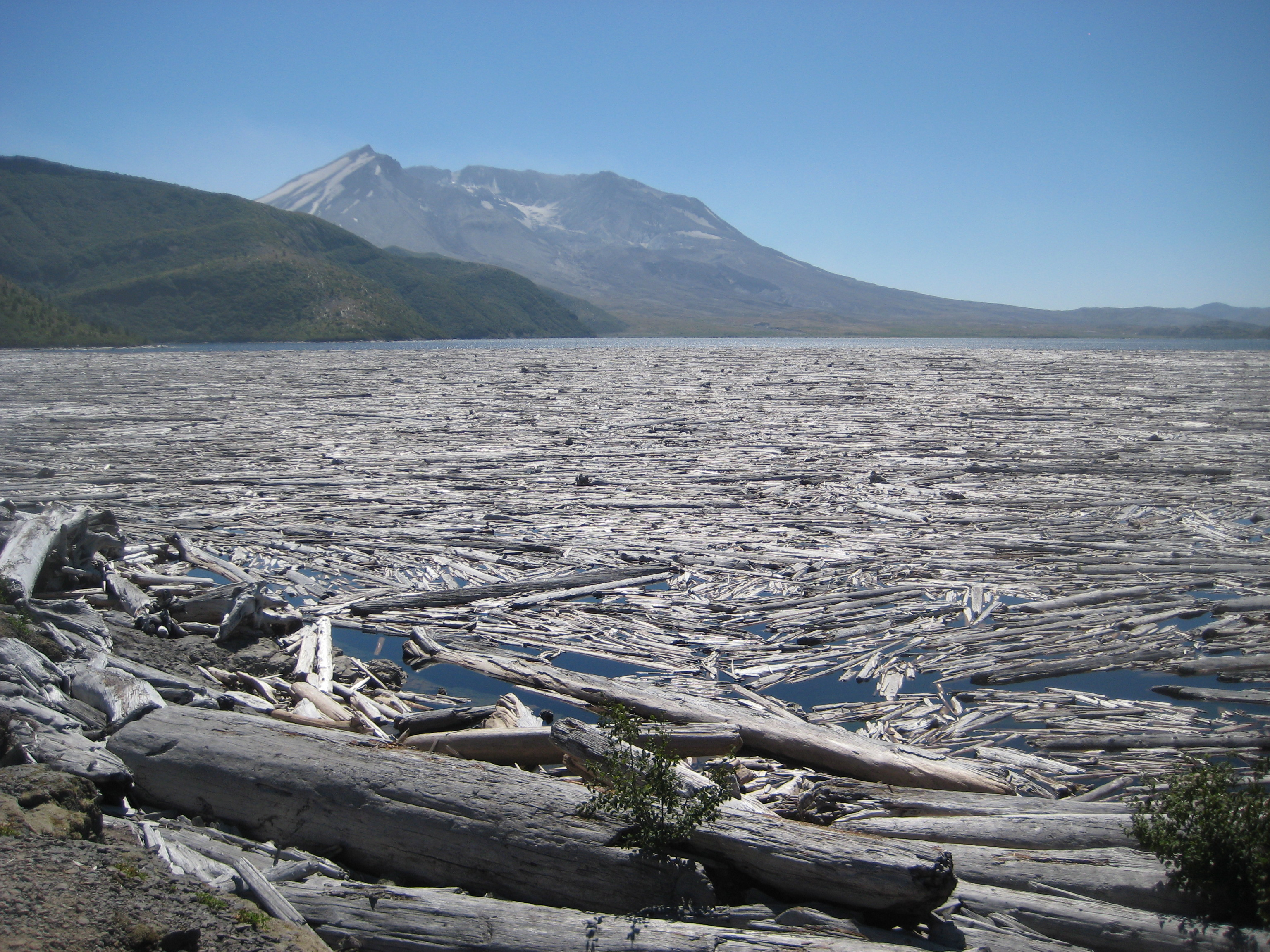
Jeziora, znajdujące się w pobliżu Mount St. Helens, pokryte trzydziestoletnimi powalonymi drzewami. Zdjęcie zostało zrobione w 2012 roku.

18 maja o godzinie 7 rano wulkanolog z USGS David A. Johnston, będąc całą noc na stanowisku obserwacyjnym usytuowanym 10 km na północ od wulkanu, zaprezentował rezultaty swoich badań w lokalnej audycji radiowej. Aktywność Mount St. Helens tego dnia była taka sama jak jej aktywność w poprzednich miesiącach. Ani szybkość z jaką przesuwało się podniesienie góry, ani emisja dwutlenku siarki czy zmiany temperatury gleby nie wskazywały na to, aby miało dojść do erupcji wulkanu o katastrofalnych konsekwencjach.

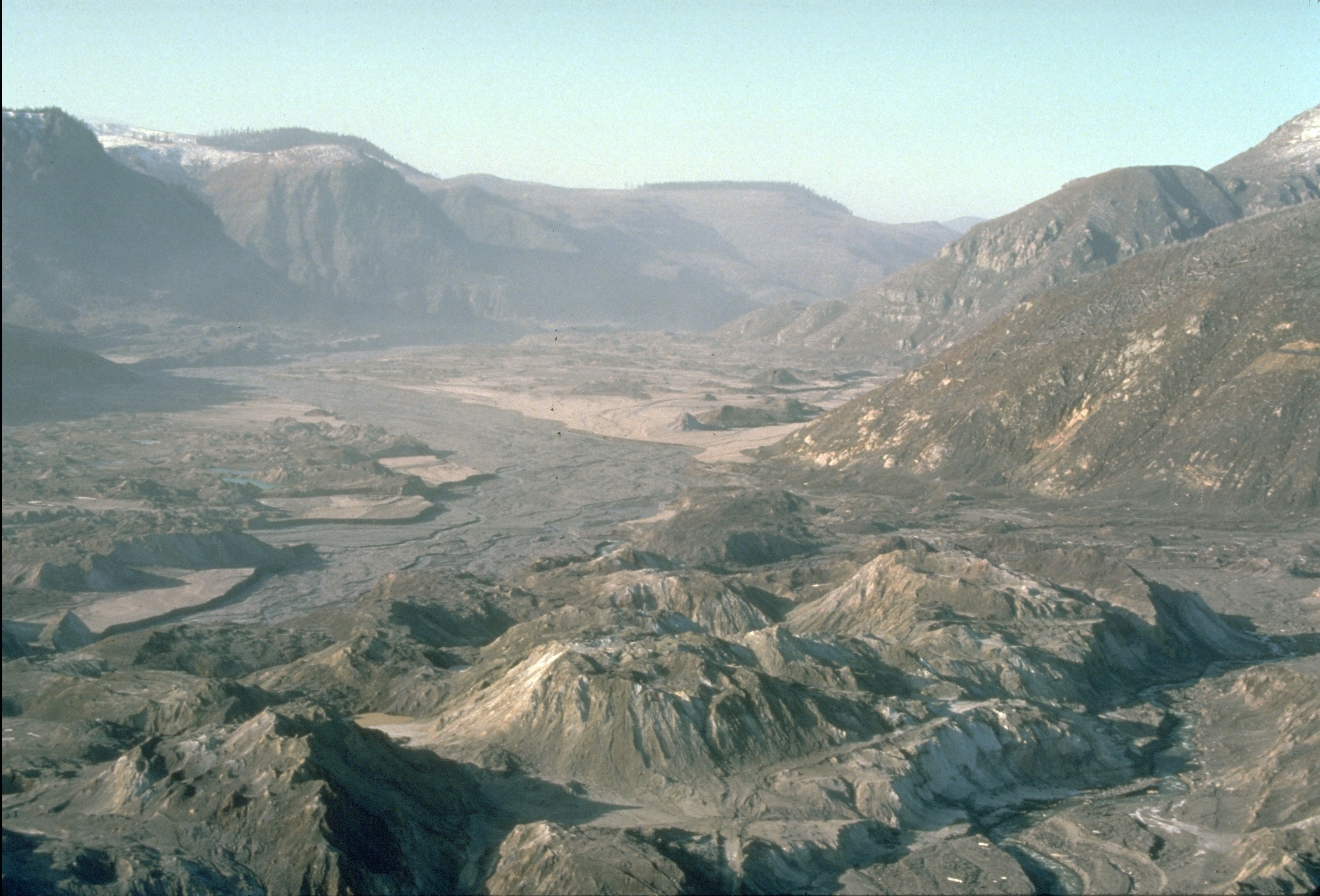
Dolina rzeki North Fork Toutle wypełniona gruzem

O 8:32 rano trzęsienie ziemi równe 5,1 stopni sprawiło, że w czasie 7-20 sekund północne zbocze zapadło się. Było to jedno z największych znanych osuwisk w historii. Postępowało ono w szybkim tempie między 175 a 250 km/h przecinając zachodnie ramię jeziora Spirit. Jedna część obsunięcia w odległości 9,5 km od wulkanu uformowała grzbiet o wysokości 350 metrów. Kolejnej części obsuwiska udało się przejść nad wcześniej utworzonym grzbietem, jednak większość zsunęła się 21 km dalej wzdłuż rzeki North Fork Toutle pokrywając dolinę 180 metrową warstwą gruzu. 62 km² powierzchni zostało pokryte materiałem wulkanicznym, a całkowita objętość osadów wyniosła 2,9 km³.

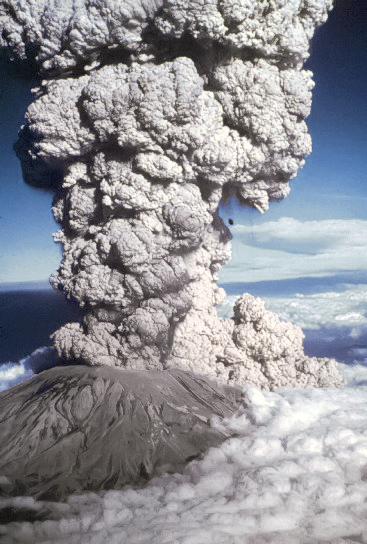
Erupcja Mt. St. Helens

Z większej części dawnego zbocza Mount St. Helens został tylko stos gruzu osiągający długość 27 km przy średniej grubości 46 m. Oderwane fragmenty wulkanu o grubości 1,6 km dotarły do zachodniego brzegu jeziora Spirit. Woda, wyparta z jeziora przez obsuniętą ziemię spowodowała falę o wysokości 180 metrów, która zderzyła się ze szczytem sąsiadujących gór usytuowanych na północ. 90 metrów gruzu znalazło się na dnie zbiornika tym samym podnosząc taflę wody o około 60 m. Woda, wracając z powrotem do jeziora, niosła za sobą tysiące drzew powalonych przez przepływ piroklastyczny mający miejsce kilka sekund przed obsunięciem terenu.

## Lawiny piroklastyczne

### Pierwsza lawina z północnego zbocza

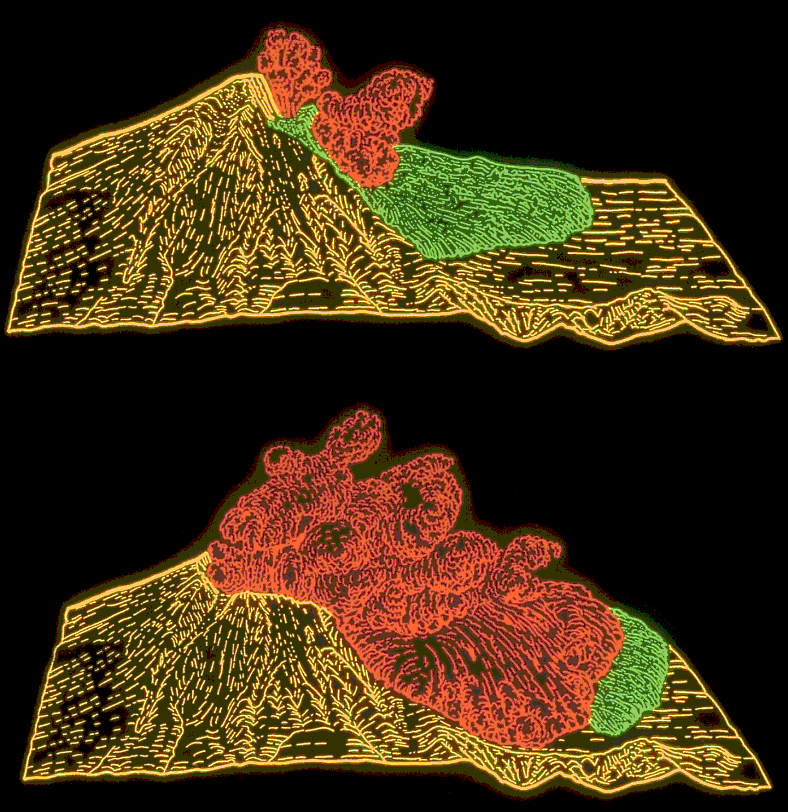
Grafika komputerowa przedstawiająca obsunięcie się północnego zbocza góry (zielony) z 18 maja wyprzedzone przez przepływ piroklastyczny (czerwony)

Tuż po tym jak obsunęła się część terenu, ciśnienie magmy w wulkanie nagle gwałtownie spadło powodując natychmiastową eksplozję znajdujących się w niej gazów oraz pary wodnej.
Podczas eksplozji wyrzucona była część odłamków skalnych pochodzących z północnego osuwiska ziemi. Płonąca lawa, w skład której wchodziły przegrzane gazy, popiół, pumeks oraz sproszkowane skały, wydostała się z północnej strony wulkanu z początkową prędkością równą 350 km/h, następnie przyspieszając do 1080 km/h (prędkość ta może chwilowo przekroczyć prędkość dźwięku).
Obszar rozciągający się w promieniu 30 km został doszczętnie zniszczony. Ogień niszczył drzewa sięgając wielu kilometrów poza bezpośrednią strefę zagrożenia. W sumie niemal 600 km² lasów zostało spalonych. Eksplozja prawdopodobnie nie trwała nawet 30 sekund, jednak promieniowanie ciepła w kierunku północnym utrzymywało się około minuty. Spływ piroklastyczny spowodował natychmiastowe odparowanie wody z jeziora Spirit oraz rzeki North Fork Toutle.
Podobne konsekwencje następnej eksplozji wulkanicznej sięgały aż Kolumbii Brytyjskiej (prowincja Kanady), Montany w stanie Idaho oraz Północnej Kalifornii. Paradoksalnie eksplozja nie naruszyła terenów znajdujących się w pobliżu strefy wybuchu to znaczy Portlandu i Oregonu. Obszar nazwany „stabilnym” rozciągał się aż do kilkudziesięciu kilometrów od wulkanu. Nienaruszalność tych terenów przez wybuch, wynikała ze złożonego procesu rozprzestrzeniania się fal akustycznych w atmosferze związanego z gradientem temperatur, rozległych ruchów mas powietrza oraz (w mniejszym stopniu) lokalnej topografii.

### Szkody spowodowane pierwszym przepływem lawy
Lawina poruszająca się z szybkością niemalże ponaddźwiękową, niosła za sobą gruz wulkaniczny, który zniszczył ponad 30 km obszaru. Powierzchnie, które dotknęła fala zniszczeń, można podzielić na trzy skoncentrowane części:
1. bezpośredni obszar, teren znajdujący się najbliżej wulkanu w promieniu około 13 km. Na tym obszarze zostały całkowicie zniszczone konstrukcje budowlane oraz doszło do dewastacji przyrody[15]. Z tego też powodu strefę tę nazwano tree removal zone (co w dosłownym tłumaczeniu oznacza „strefa usuniętych drzew”). Topologia terenu nie zmieniła kierunku przemieszczającego się gruzu.
2. strefa skanalizowana, czyli strefa przejściowa w promieniu 30 km. Chmura zniszczyła wszystko w tym rejonie jednak równocześnie została skanalizowana przez ukształtowanie terenu[15]. W tej strefie siła i kierunek wiatru mogły być oszacowane na podstawie ilości zdegradowanych drzew. Drzewa były wyłamane u podstaw i spadły w tym samym kierunku, w którym przemieszczał się przepływ wulkaniczny. Ta strefa została nazwana tree down zone („strefa przewróconych drzew”).
3. obszar spalony, zewnętrzny rejon dotknięty wybuchem. Drzewa nie zostały złamane, jednak były spalone przez gaz osiągający temperaturę kilkuset stopni[15]. Nazwa tej strefy brzmiała standing dead zone („strefa stojących martwych drzew”).

Późniejsze badania wykazały, że jedną trzecią z 188 milionów m³ materii wulkanicznej znajdującej się w gorejącej chmurze stanowiła niedawno powstała lawa, reszta zawierała starsze rozdrobnione skały.
W momencie, gdy lawa zabrała ze sobą pierwsze ofiary ludzkie, jej temperatura wynosiła 360 °C. Składała się ona z duszącego gazu oraz ostrych odłamków skalnych pochodzenia wulkanicznego. Większość jej ofiar umarła w wyniku uduszenia lub poparzenia.

### Pozostałe przepływy
Kolejne wylewy materiału piroklastycznego, powstałego w wyniku uszkodzenia terenu przez obsuwisko, składały się głównie z nowego magmowego gruzu, reszta pochodziła z fragmentów wcześniej istniejących skał wulkanicznych. Powstałe osady uformowały warstwy nałożonych na siebie płatów. Erupcja wulkanu z 18 maja wytworzyła co najmniej 17 różnych przepływów piroklastycznych o łącznej objętości 208 milionów m³.
Osady wulkaniczne nadal osiągały temperaturę pomiędzy 300 a 420 °C, nawet dwa tygodnie po erupcji. Wtórne erupcje strumieni gorącej pary wydrążyły wgłębienia w osadach zlokalizowanych na północ, to znaczy na południowym brzegu jeziora Spirit oraz wzdłuż najbardziej wysuniętej na północ części rzeki Nord Fork Toutle. Wybuchy pary mogły się utrzymywać nawet do kilku miesięcy. Ostatni znany wybuch wystąpił rok po erupcji z 18 maja 1980 roku.

## Kolumna popiołu

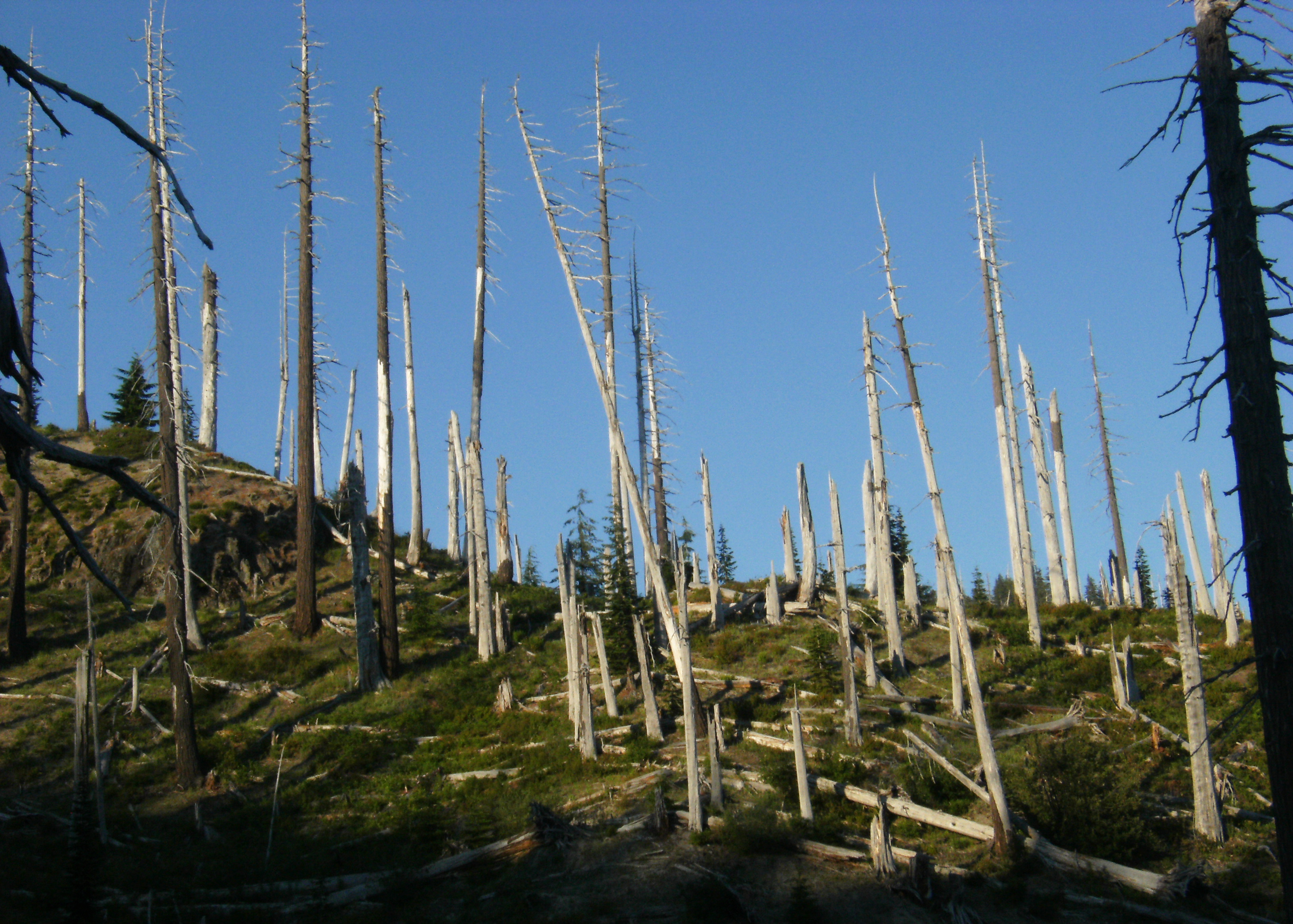
Zniszczone drzewa na zboczu St. Helens

Podczas wybuchu lawy oraz następującej lawiny, utworzyła się ogromna kolumna popiołu, która w 10 minut wzrosła aż do 19 km nad kraterem, wyrzucając do stratosfery fragmenty skał. Zjawisko to trwało około 10 godzin. Popiół zawieszony w atmosferze, znajdujący się w pobliżu wulkanu, spowodował gwałtowne wyładowania atmosferyczne, które wywołały liczne pożary lasów.
W tym samym czasie część chmury popiołu, która przybrała formę grzyba, spadła na ziemię zwiększając przepływ piroklastyczny na zboczach Mount St. Helens. Następnie wolniejsze spływy, w skład których wchodziły bomby wulkaniczne, pumeks i gorący popiół zaczęły wypływać bezpośrednio z krateru. Niektóre z nich pokryły powierzchnie wody i lodu, które tym samym zaczęły parować, tworząc kratery o średnicy 20 m wyrzucające popiół na wysokość 2000 m ponad powierzchnię ziemi.
Silne wiatry, charakteryzujące się dużą wysokością, przenosiły masy popiołu wulkanicznego w kierunku północno-wschodnim ze średnią prędkością 100 km/h. O godzinie 9:45 dotarły one do Yakimy 150 km od miejsca wybuchu, a o godzinie 11:45 przeleciały nad miastem Spokane. Grubość popiołu, jaki spadł na Yakimę oraz inne miejscowości oddalone na wschód, wynosił od 10 do 13 cm. Natomiast miasto Spokane za dnia zostało pogrążone w ciemności. Widoczność ograniczona była do 3 m przy 1 cm opadniętego popiołu. Kilka godzin po wybuchu w mieście Ephrata położonym na północny wschód od wulkanu około 200 km od krateru zapadł dziwny zmierzch, horyzont stał się różowy, a na niebie pojawiły się ciężkie chmury szarego popiołu, przez które przedzierało się surrealistyczne światło. Kontynuując na wschód, o godzinie 22:15 popiół z Mount St. Helens dotarł na zachód od parku narodowego Yellowstone, a następnego dnia przedostał się do Denver. Ostatecznie, popiół doszedł aż do Minnesoty i Oklahomy. Reszta rozproszyła się nad innymi stanami w przeciągu dwóch następnych tygodni.
Podczas 9 godzin gwałtownej i intensywnej erupcji około 540 milionów ton popiołu zostało rozsypanego na powierzchnie 60 tysięcy km². Całkowita objętość popiołu, zanim została zamoczona przez deszcz, wynosiła 1,3 km³, co jest odpowiednikiem sześcianu o krawędzi 1,1 km, stanowiącego 7% objętości lawiny gruzu. 18 maja o godzinie 17:30 wybuchy popiołu zaczęły słabnąć, choć mniej gwałtowne, nadal miały miejsce w trakcie następnych dni i nocy.

## Lawiny błota spływające w dół sieci hydrologicznych
Gorący i wybuchowy materiał wulkaniczny wylewający się z krateru mieszał się ze śniegiem, pokrywając okoliczne lodowce. Jak w większości poprzednich erupcji Mount St. Helens, zjawisko to doprowadziło do powstania ogromnych lawin błotnych (lahars), które zamieniwszy się w potoki błotne uszkodziły trzy z czterech sieci hydrologicznych wychodzących z góry. Zdarzenie to odnotowano o godzinie 8:50 w dniu wybuchu. Błoto wulkaniczne schodziło ze szczytu wulkanu z początkową prędkością 145 km/h, następnie powoli zwalniając do 5 km/h przy płaskiej i szerokiej powierzchni docierając do rzek. Przepływy błota, na południowo-wschodniej ścianie wulkanu, miały konsystencję wilgotnego betonu, który spływał do rzeki Muddy, Pine Creek i Smith Creek aż do ich ujścia w rzece Lewisa. Błoto przekroczyło pierwsze mosty przy ujściu rzeki Pine Creek i zbiornika Swift, który zwiększył się o 80 cm, aby pomieścić 13 milionów m³ wody, błota i dodatkowych zanieczyszczeń.
Stopniały śnieg z lodowców mieszał się z kawałkami skał na północno-wschodnim zboczu wulkanu tworząc jeszcze większe lawiny. Około godziny 13:00 błotne potoki płynęły północnymi i południowymi odnogami rzeki Toutle, łącząc się następnie z rzeką Cowtliz obok Castle Rock w stanie Waszyngton. 90 minut po erupcji, pierwszy spływ przepłynął 43 km rzeki. Obserwatorzy z Weyerhauser's Camp oszacowali, że jego wysokość wynosiła około 3,7 m. Tuż przy ujściu północnej i południowej odnogi rzeki Toutle do jeziora Silver Lake został pobity rekord, gdzie wysokość ściany błota zmieszanego z gruzem osiągnęła 7,16 m. Po południu utworzyła się kolejna wielka lawina, tym razem powolna, w skład której wchodziły niebezpieczne fragmenty wulkanu. Około godziny 14:30, imponujący spływ zniszczył Weyerhauser's Camp Baker, a w przeciągu kolejnych kilku godzin 7 mostów zostało zrównanych z ziemią. Część odlewów zaczęła krzepnąć 4 km od miejsca wejścia do rzeki Cowlitz, jednak większość z nich dalej płynęła wraz z prądem. Po przebrnięciu dodatkowych 27 km około 3 milionów m³ materiału zaczęło osadzać się w korycie rzeki Columbia, zmniejszając jej głębokość do 7,6 m przy 6 km długości. W rezultacie powstała tama (o głębokości 4 m) blokująca rzekę uczęszczaną przez statki towarowe płynące do oceanu. Spowodowało to szacunkową stratę ekonomiczną w wysokości 5 mln dolarów dla miasta Portland w stanie Oregon. Ostatecznie ponad 50 milionów m³ osadu zostało usuniętych z rzeki Cowlitz i Columbia.

## Skutki katastrofy

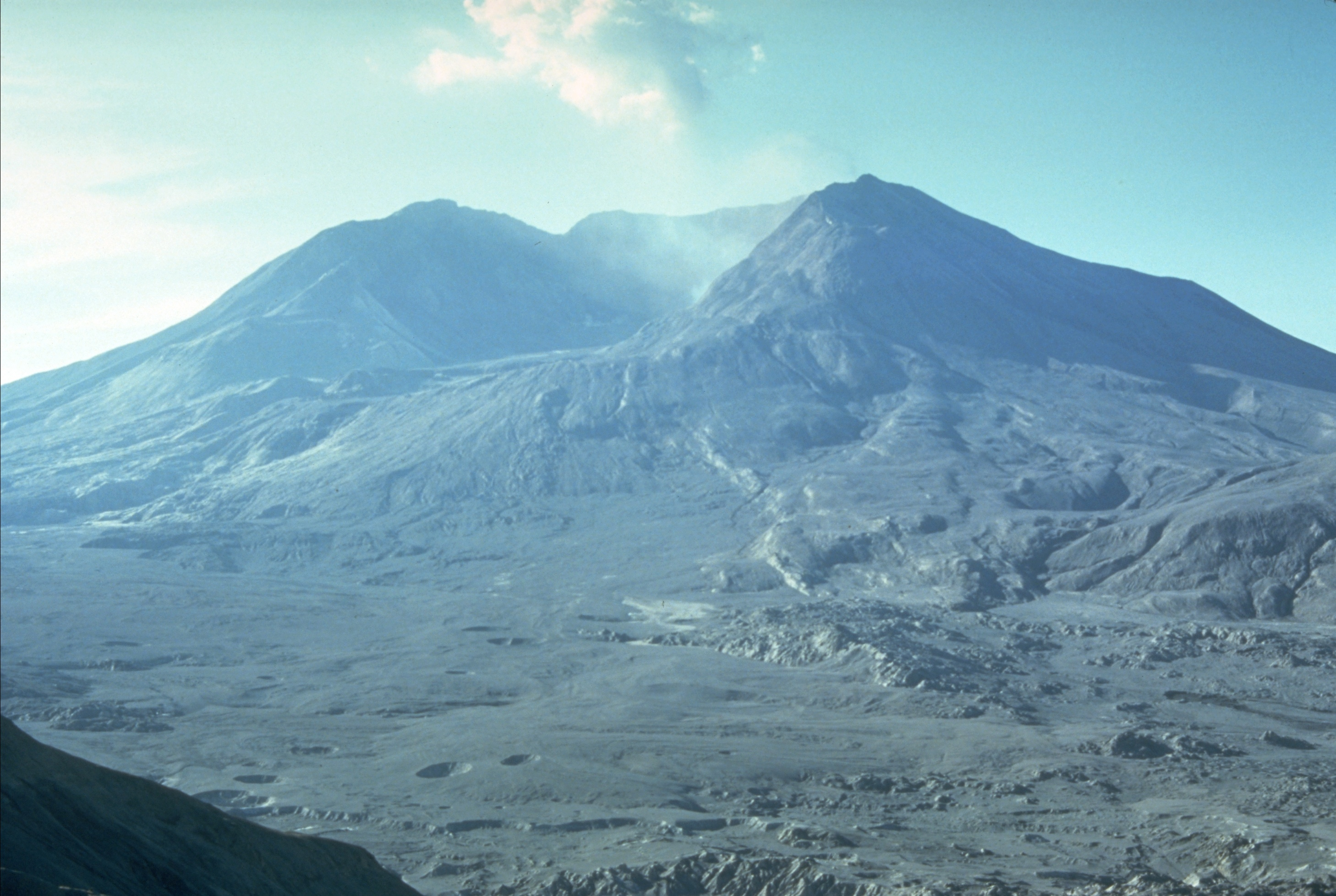
Góra Św. Heleny niedługo po 18 maja

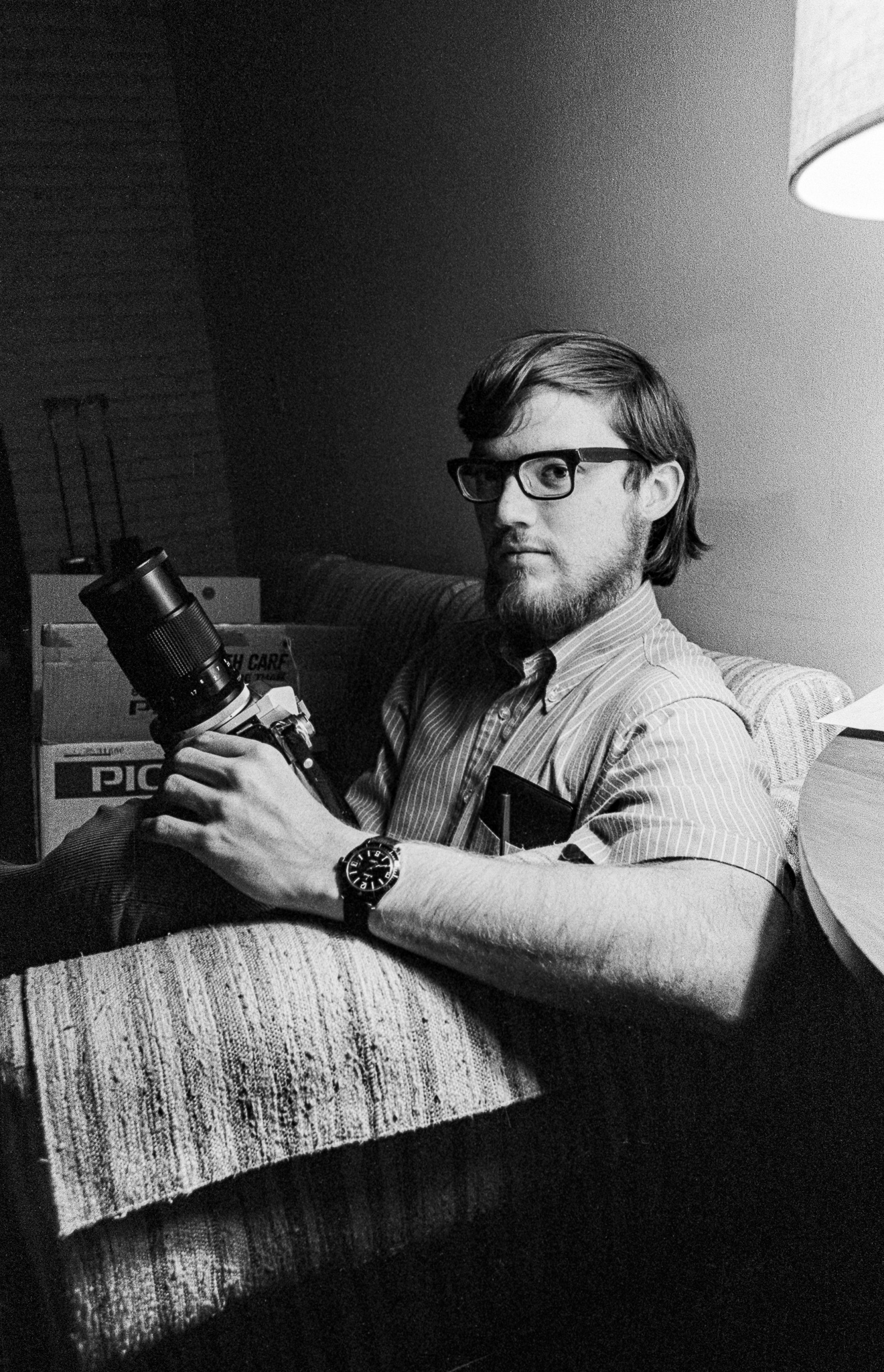
Reid Blackburn, jedna ze śmiertelnych ofiar erupcji

### Konsekwencje bezpośrednie
Wybuch wulkanu z 18 maja 1980 roku był najbardziej niszczycielskim w historii Stanów Zjednoczonych, zarówno biorąc pod uwagę straty w ludziach, jak i straty ekonomiczne.
57 osób zginęło, a 200 domów, 47 mostów, 24 km linii kolejowych i 300 km dróg zostało zniszczonych. Prezydent Jimmy Carter, spotykając się wtedy z ofiarami katastrofy powiedział, że krajobraz po klęsce żywiołowej był bardziej pustynny niż powierzchnia księżyca.
23 maja, ekipa filmowa lądująca helikopterem na szczycie Mount St. Helens miała nakręcić film dokumentalny o katastrofie. Ponieważ ich kompasy nie mogły wskazać poprawnego kierunku, grupa szybko się zgubiła. Następnego dnia miał miejsce drugi wybuch, jednak ekipa przeżyła, zostając uratowana dwa dni później.
W rezultacie, Mount St. Helens uwolniła ilość energii 27 tysięcy razy większą niż bomba atomowa w Hiroszimie (około 350 Mt lub inaczej 1,6×1018 dżuli) oraz wyrzuciła 4 km³ materiału wulkanicznego. Jedna czwarta tej objętości składała się z lawy, popiołu oraz pumeksu, resztę stanowiły fragmenty starszych skał. Zsunięcie się północnej części góry zmniejszyło jej wysokość o 400 m, pozostawiając duży krater o wysokości od 2 do 3 m i głębokości 640 m oraz wielki otwór na jej północnym krańcu.
Ponad 9,4 milionów drzew zostało uszkodzonych lub zniszczonych. Jednak do końca 1980 roku około jednej czwartej uszkodzonego lasu udało się przywrócić do stanu naturalnego. Na terenach zasłoniętych przez wulkan od wiatru, nagromadziły się grube warstwy popiołu. Wiele plantacji rolnych produkujących pszenicę, jabłka, ziemniaki czy lucernę zostało zniszczonych.
Zginęło około 1500 łosi i 5000 jeleni. Szacuje się, że wyginęło 12 mln łososi Chinook i Coho w związku z dewastacją hodowli ryb. Około 40 tysięcy młodych łososi zginęło pod turbinami generatorów elektrowni wodnych, ponieważ poziom wody w zbiornikach wzdłuż rzeki musiał pozostać niski, aby móc poradzić sobie z powodziami i lawinami błotnymi. Na koniec naukowcy obliczyli, że w wyniku erupcji do atmosfery dostało się 540 tysięcy ton aerozolu, który zmniejszył o 0,1 °C średnią temperaturę na półkuli północnej.

### Usuwanie szkód

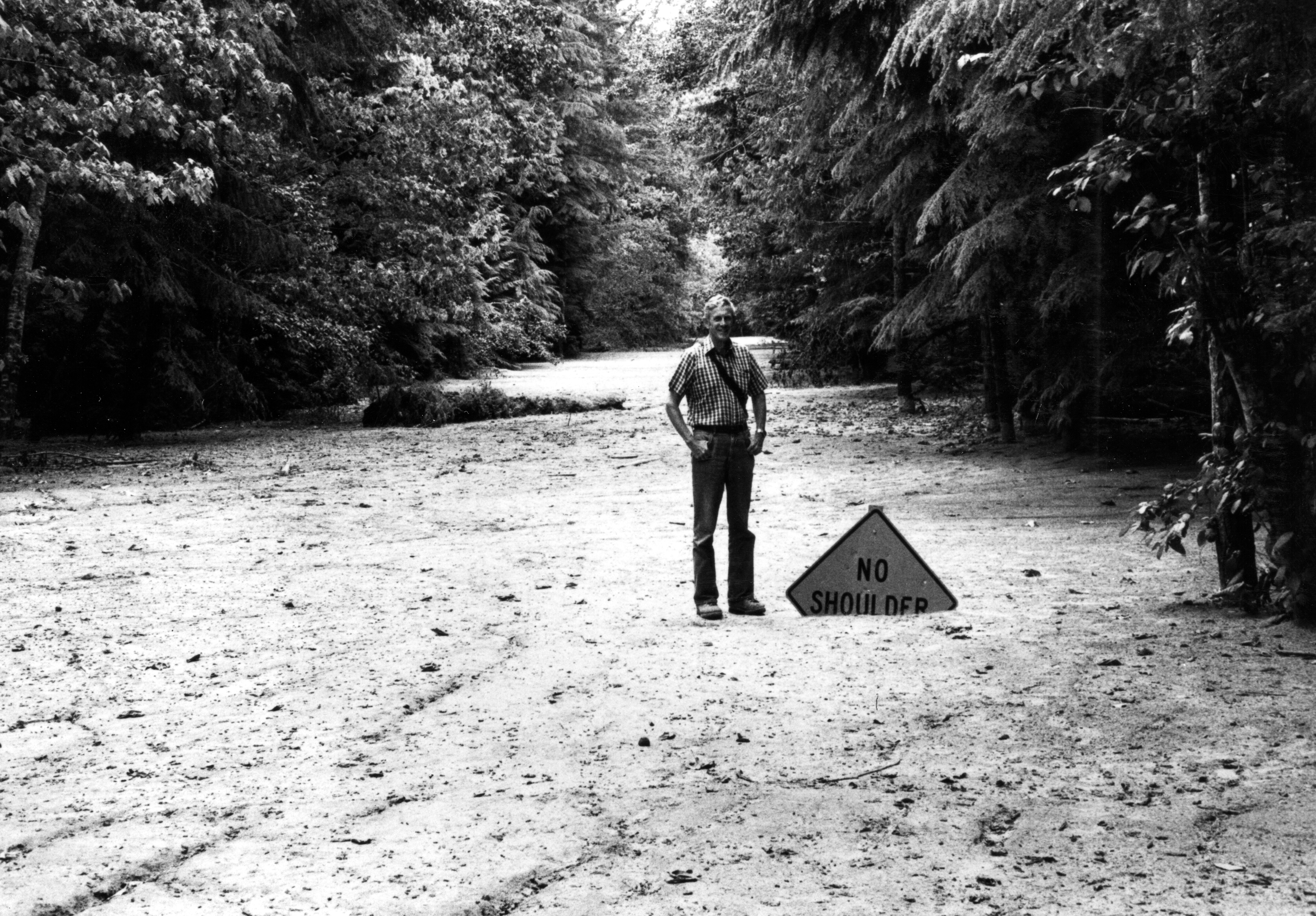
Zdjęcie obrazujące rozmiary lawin błotnych

Deszcz popiołu spowodował bardzo poważne problemy, jednak były one czasowe i dotyczyły środków transportu, odprowadzania ścieków oraz urządzeń do uzdatniania wody. Popiół znacznie zmniejszył widoczność, co spowodowało zamknięcie dróg i autostrad. Autostrada numer 90 z Seatlle do Spokane została zamknięta na tydzień. Transport lotniczy został wstrzymany od kilku dni do kilku tygodni. Niektóre lotniska na wschód od stanu Washington zostały zamknięte ze względu na nagromadzenie popiołu oraz słabą widoczność. Z tego powodu ponad tysiąc komercyjnych lotów zostało odwołanych. Drobnoziarnisty, żwirowy popiół był przyczyną wielu uszkodzeń urządzeń elektrycznych, takich jak silniki spalinowe. Popiół zanieczyszczał obiegi oleju, zatykał filtry i rysował śliskie powierzchnie. Powodował także zwarcia w transformatorach elektrycznych, które przerywały dostawy prądu.
Usuwanie popiołu stanowiło duży problem dla niektórych miast na wschód od Waszyngtonu. Agencje stanowe i federalne oszacowały, że 1,8 m³ popiołu – równowartość 900 tysięcy ton – zostało usuniętych z autostrad oraz lotnisk w stanie Washington. W przykładowym mieście Yakima, likwidacja wulkanicznych zanieczyszczeń kosztowała 2,2 miliony dolarów i trwała 10 tygodni. Konieczność szybkiego usunięcia popiołu z dróg i miejsc publicznych była uwarunkowana wyborem jego składowiska. Niektóre miasta wykorzystały stare kamieniołomy lub istniejące wysypiska, pozostałe utworzyły specjalne miejsca wyładunkowe. Aby uniknąć rozprzestrzeniania się popiołu przy silnym wietrze, niektóre z nich zostały pokryte próchnicą, a następnie zasiane trawą.

## Koszty

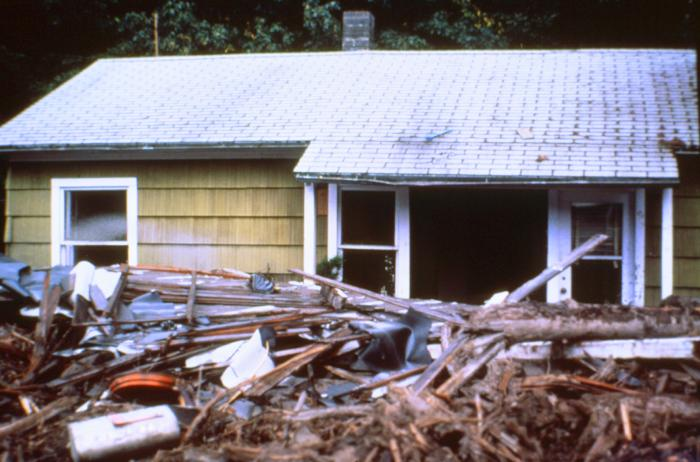
Jeden z 200 domów zniszczonych przez erupcję

Wstępne oszacowane koszty erupcji wynosiły od 2 do 3 mld dolarów. Jednak Międzynarodowa Komisja Handlu na wniosek Kongresu złożyła raport, w którym koszty katastrofy ocenione były na 1,1 miliarda dolarów. Dodatkowo Kongres przeznaczył sumę 951 mln dolarów na usunięcie skutków klęski żywiołowej. Większa część tych pieniędzy została przekazana na Small Business Administration, U.S. Army Corps of Engineers oraz na Federalną Agencję Zarządzania Kryzysowego (Federal Emergency Management Agency).
Władze federalne musiały się także uporać z pośrednimi skutkami katastrofy. Stopa bezrobocia w regionie Mount St. Helens wzrosła dziesięciokrotnie tydzień po wybuchu. W trakcie prac publicznych, oczyszczania terenów z popiołu oraz cięcia drzew, wróciła ona do swojego poprzedniego poziomu. Tylko niewielki odsetek mieszkańców opuścił obszar z powodu utraty pracy w wyniku erupcji. Niektórzy mieszkańcy nawet kilka miesięcy po 18 maja nadal przeżywali skutki katastrofy cierpiąc na załamania emocjonalne. Władze regionalne zwróciły się o dodatkowe fundusze na programy pomocy psychologicznej.
Erupcja z 18 maja miała druzgocący wpływ na bardzo ważny w stanie Waszyngton przemysł turystyczny. Nie tylko indywidualni turyści przestali przyjeżdżać do parku narodowego Mount St. Helens-Gifford Pinchot National Forest, ale także zebrania, spotkania i imprezy towarzyskie zostały anulowane lub przeniesione do innych miast w stanie Waszyngton lub w stanie Oregon. Niemniej jednak, negatywny wpływ na przemysł turystyczny był tymczasowy. Mount St. Helens stała się z powrotem atrakcją dla podróżujących, być może ze względu na jej przebudzenie. Krajowy Urząd Leśnictwa w stanie Waszyngton otworzył schroniska dla gości oraz pozwolił na zwiedzania szkód spowodowanych przez wulkan.

## Późniejsze erupcje

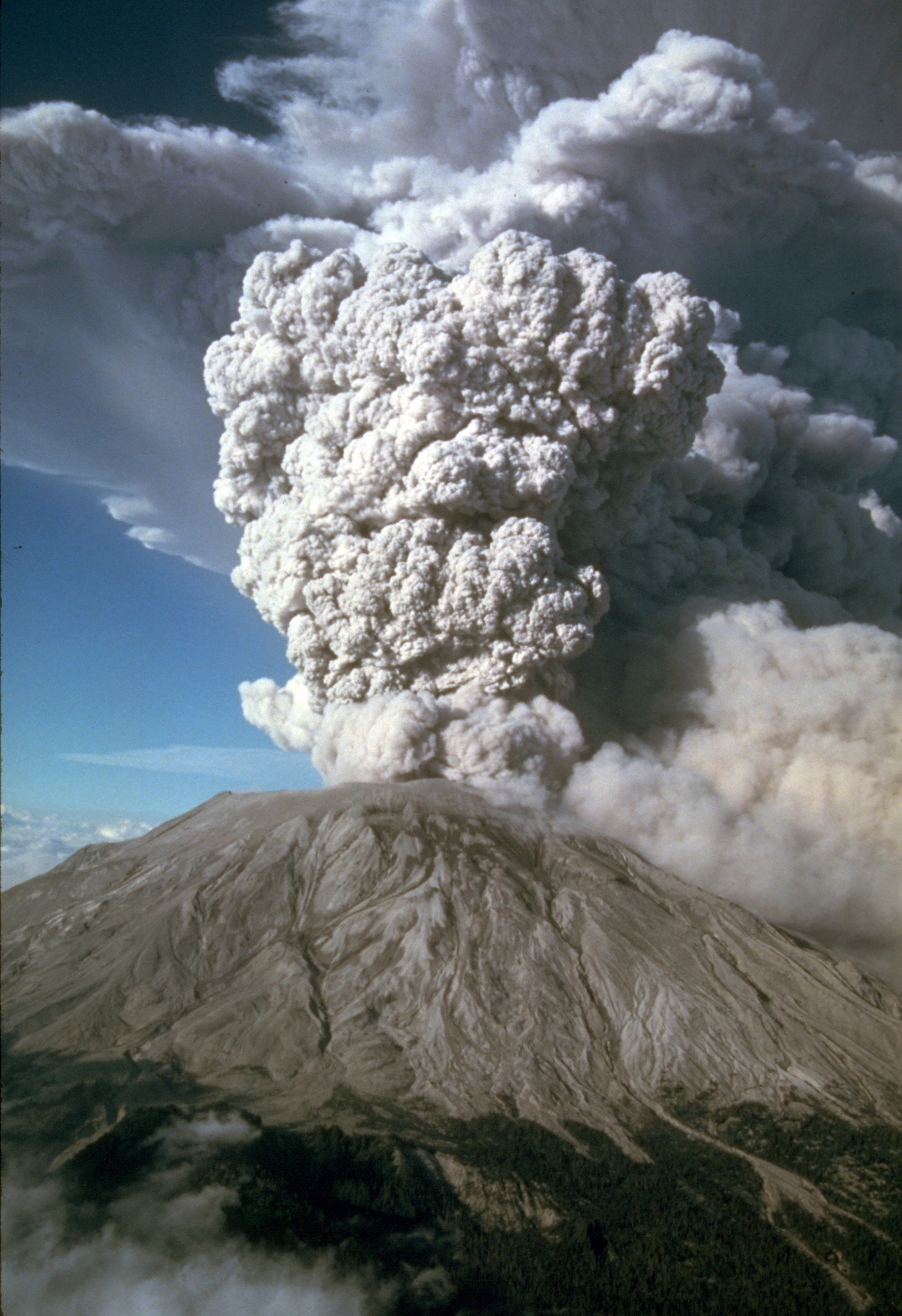
Erupcja z 22 czerwca 1980

Latem oraz jesienią 1980 roku, Mount St. Helens eksplodowała jeszcze pięć razy. W ciągu pierwszych miesięcy doszło do 21 erupcji. Do 2005 roku wulkan pozostał nadal aktywny. Jego eksplozje były już mniejsze, jednak charakteryzowały się silnymi wybuchami popiołu oraz przepływami grubej lawy, która tworzyła nowe kopuły wulkaniczne.
Erupcja, która miała miejsce 25 maja 1980 roku o godzinie 14:30, wyrzuciła w powietrze 14 kilometrową kolumnę popiołu. Wulkan wybuchł w czasie burzy z deszczem i był poprzedzony trzęsieniami ziemi. Wiatry, zmieniając swój kierunek, niosły za sobą popiół przenosząc go na południowy zachód. W konsekwencji znaczna część stanu Waszyngton oraz Oregon została pokryta grubą warstwą wulkanicznego kurzu. Przepływy piroklastyczne przedostawały się przez północną część zapaści, zalewając osadzony tam gruz i zastygłą lawę z 18 maja.
12 czerwca około godziny 19:00, chmura popiołu wzniosła się na wysokość 4 km. O godzinie 21:00 gwałtowniejszy wybuch wyrzucił kolumnę wulkanicznego prochu na wysokość 16 km. Na dnie krateru uformowała się kopuła z dacytu, która rosła aż do momentu, w którym osiągnęła 60 m wysokości oraz 365 m długości. Działo się to w przeciągu tygodnia.

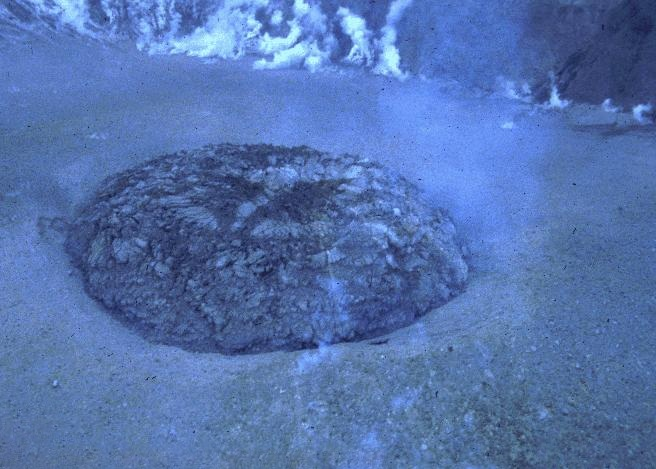
Formowanie się trzeciej kopuły lawowej, 24 października 1980

22 lipca seria gwałtownych erupcji przerwała okres względnego spokoju. Natomiast jeszcze kilka dni przed silnymi wybuchami doszło do zjawiska rozszerzenia się szczytu wulkanu, któremu towarzyszyła zwiększona aktywność sejsmiczna, intensywniejsza emisja dwutlenku siarki oraz zmienna emisja dwutlenku węgla. Pierwszy etap wspomnianych wybuchów rozpoczął się o godzinie 17:14, kiedy to doszło do eksplozji popiołu na wysokość 16 km nad powierzchnię ziemi. Następnie o godzinie 18:25 miał miejsce gwałtowniejszy wybuch, który w zaledwie siedem minut zwiększył wysokość unoszącego się popiołu. Końcowa erupcja rozpoczęła się o godzinie 19:00 i trwała ponad dwie godziny. W tym samym momencie, kiedy popiół osadzał się na wschód od Waszyngtonu, kopuła magmowa, uformowana 12 czerwca, wchłonęła się.
Na początku sierpnia aktywność sejsmiczna oraz emisja gazu nagle zwiększała się, a 7 sierpnia o godzinie 16:26 chmura popiołu powoli osiągnęła wysokość 13 km. Z części północnej zapadnięcia wydobywały się mniejsze wypływy piroklastyczne, a intensywność chmur popiołu wybuchających z krateru zaczęła słabnąć. Zjawisko to trwało do wybuchu drugiej eksplozji, która miała miejsce o godzinie 22:32, wyrzucając większą chmurę popiołu w powietrze.

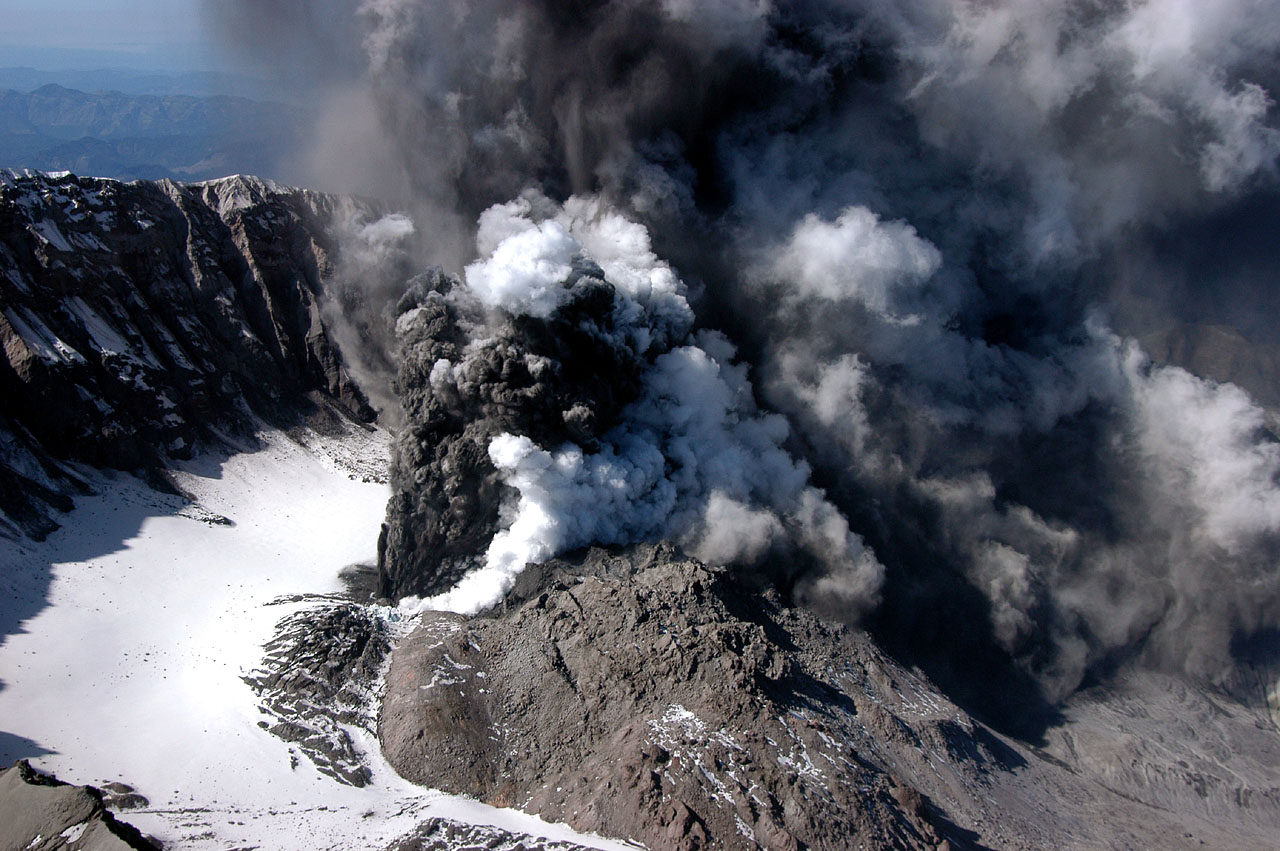
Erupcja popiołu i pary wodnej z października 2004 roku

Po dwóch spokojnych miesiącach nastąpiły kolejne wybuchy pomiędzy 16 a 18 października. Eksplozje te doprowadziły do powstania drugiej kopuły magmowej, a popiół wyrzucony na wysokość 16 km spowodował małe przepływy piroklastyczne rozżarzonych skał. Trzecia kopuła uformowała się pół godziny po ostatnim wybuchu z 18 października i w trakcie kilku dni osiągnęła 275 m długości i 40 m głębokości.
Wszystkie późniejsze wybuchy były już spokojniejsze. Charakterystyczne były dla nich silne eksplozje popiołu i przepływy gęstej lawy, która tworzyła nowe kopuły. Okres słabszych erupcji wulkanicznych rozciągał się od 27 grudnia 1980 roku do 3 stycznia 1981 roku. W 1987 roku rozmiar trzeciej kopuły przekroczył 900 m długości i 240 m wysokości. Z taką prędkością, zakładając przy tym brak eksplozji destrukcyjnych, szczyt Mount St. Helens powinien zostać zrekonstruowany do drugiej połowy XXII w.